# Educación en contextos de encierro

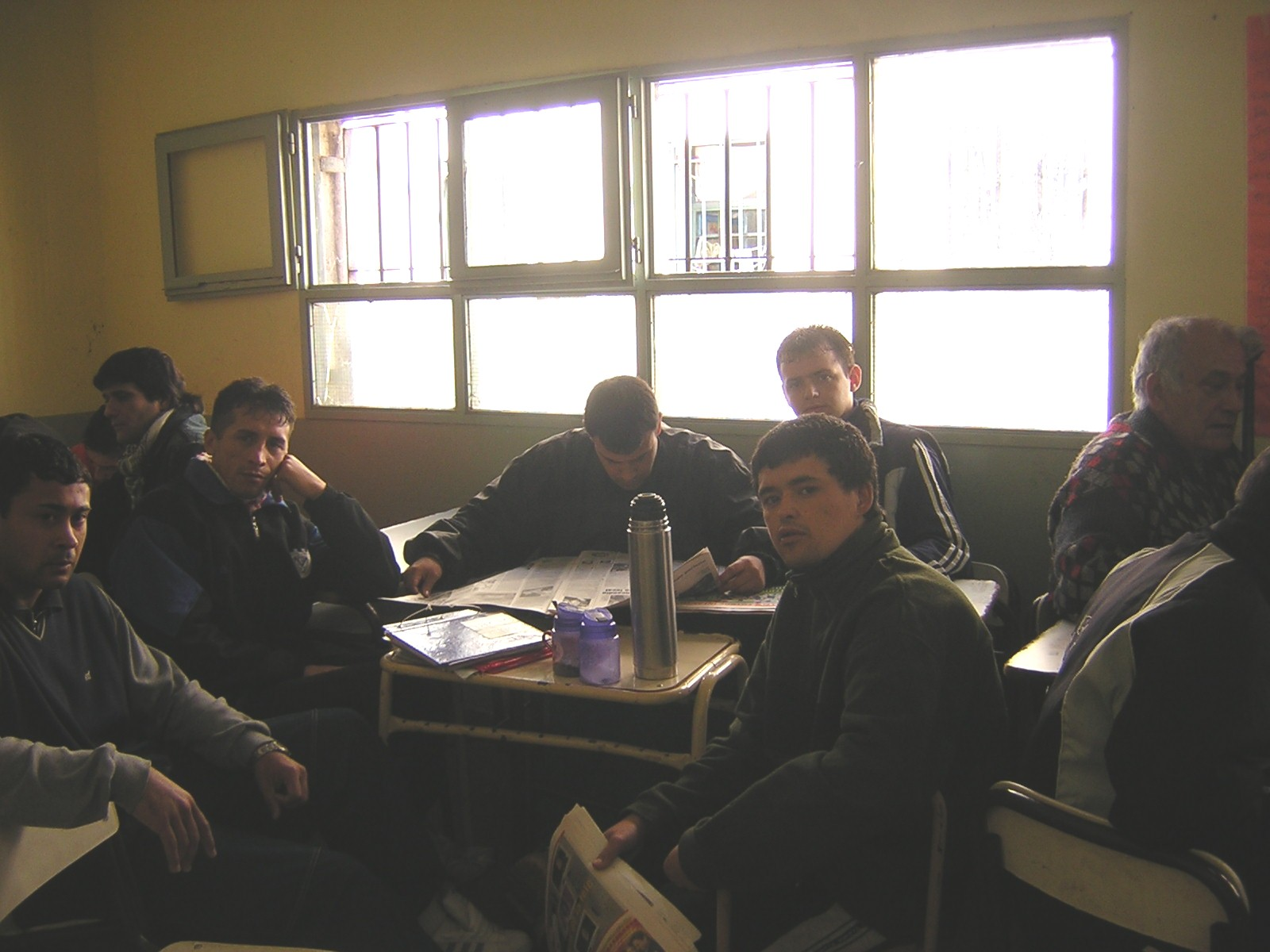
Talleres de comunicación/educación en contexto de encierro. Extensión Áulica Unidad 9 La Plata (FPyCS-UNLP)

La educación en contextos de encierro es la actividad de educación que se realiza dentro de las penitenciarías, institutos de menores y centros de atención de adicciones de régimen cerrado, en el marco de garantizar los derechos humanos de las personas, más allá de la condición judicial en la que se encuentren.

## General
Para el sistema penitenciario, se trata de "una herramienta que permite a los internos comprender su historia personal y fijarse objetivos concretos para reinsertarse en la sociedad. Opera como una posibilidad real para crear un proyecto de vida propio". No obstante, hay posturas como las de Grupo de Estudios sobre Educación en Cárceles (GESEC) que plantea que no se trata de una "herramienta" sino del ejercicio de un derecho humano fundamental.
Por lo tanto, la educación en contexto de encierro debiera ser el eje que favorezca que los lugares de detención sean espacios reales de socialización, cambio, emancipación y desarrollo personal, pudiendo ser este un ámbito de promoción y respeto de sus derechos, en virtud de lo cual desde el ámbito educativo se facilite la calidad, profundidad y continuidad de dichos procesos educativos, posibilitando la realización personal y la capacitación laboral de los alumnos para evitar la reincidencia y propender a una plena inclusión social.

## Normativa
Existen normativas de carácter internacional que establecen estándares mínimos para garantizar los derechos de las personas privadas de libertad. Asimismo, los Estados nacionales establecen leyes específicas para regular y reglamentar el ejercicio del derecho:
"Se destacan entre ellos los pactos internacionales de Derechos Humanos, las resoluciones de la Organización de Naciones Unidas (ONU) y la Organización de Estados Americanos (OEA) vinculadas al tratamiento de las personas privadas de su libertad y a la educación específicamente. A nivel nacional, la normativa más importante es la Ley Nacional de Educación (N° 26.206), la Ley de Ejecución Penal (N° 24.660), la Ley de Estimulo Educativo (N° 26.695) que opera como reforma de la Ley de Ejecución Penal en referencia a la educación y los convenios entre Ministerios. Esto lleva a que existan obligaciones, derechos, regulaciones y responsabilidades por parte del Estado y sus instituciones ejecutoras y controladoras del derecho".

### Internacional
En materia internacional, el derecho a la educación se encuentra consagrado en la Declaración Universal de Derechos Humanos disponiendo que toda persona debe tener acceso a ese derecho teniendo como objetivo el pleno desarrollo de la personalidad humana y el fortalecimiento del respeto a los derechos humanos y a las libertades fundamentales. Al introducir el término "pleno desarrollo de la personalidad humana" puede interpretarse que los redactores de la declaración han querido asimilar al derecho a la educación como el empoderamiento individual. Es así, que se vuelve fundamental para que la persona puedan desarrollar un proyecto de vida, a través de la educación y la capacitación laboral. Este derecho también se encuentra consagrado en varias convenciones internacionales, en particular en la Convención sobre los Derechos del Niño y en el Pacto Internacional de Derechos Económicos, Sociales y Culturales.
Por su parte, la Organización de las Naciones Unidas para la Educación, la Ciencia y la Cultura (UNESCO) reafirma a la educación como un bien público y un derecho humano el cual debe ser garantizado a toda persona sin discriminación alguna, ya que contribuye al desarrollo de los pueblos y la sociedad. A su vez, debe ser inclusiva y de calidad que pueda satisfacer las necesidades básicas de aprendizaje de toda persona cualquiera sea su origen o circunstancia, con especial hincapié en los grupos más vulnerables o marginados.
Las Reglas Mínimas de las Naciones Unidas para el Tratamiento de los Reclusos (Reglas Mandela) hace mención que se deberá fomentar la instrucción de todas las personas privadas de libertad sobre todo en aquellas personas analfabetas las cuales la administración penitenciaria deberá prestarle particular atención; en igual modo, se deberán organizar actividades recreativas y culturales que favorezcan el bienestar físico y mental de los reclusos. Si bien estas Reglas Mínimas carecen de la misma jerarquía que los tratados internacionales incorporados al bloque de constitucionalidad del artículo 75 inciso 22 de la Constitución Nacional, se convirtieron por vía del artículo 18 del mismo cuerpo normativo en el estándar internacional respecto de personas privadas de libertad.
En el caso particular de menores de edad y mujeres, las Reglas de las Naciones Unidas para la Protección de los Menores Privados de Libertad y Reglas de las Naciones Unidas para el Tratamiento de las Reclusas y Medidas No Privativas de la Libertad para las Mujeres Delincuentes (Reglas de Bangkok) establece que se deberá garantizar el acceso al derecho a la educación y la formación profesional.
Respecto a reglamentación específica en América, los Principios y Buenas Prácticas sobre la Protección de las Personas Privadas de Libertad en las Américas de la Organización de los Estados Americanos (OEA) hacen referencia al derecho a la educación en coordinación e integración con el sistema de educación pública, sin discriminación alguna y que deberá tomar en cuenta la diversidad cultural y sus necesidades especiales.
En términos generales, se concluye que "persona privada de libertad tiene derecho a vivir en condiciones de detención compatibles con su dignidad personal y el Estado debe garantizarle el derecho a la vida y a la integridad personal. En consecuencia, el Estado, como responsable de los establecimientos de detención, es el garante de estos derechos de los detenidos."

### Nacional

##### Argentina
En el caso de Argentina, la normativa legal general que reglamenta el acceso a este derecho en el país, Ley de Educación Nacional N.º 26.206, establece que la educación en contextos de encierro constituye una modalidad del sistema educativo nacional; es decir, una opción organizativa o curricular de la educación común, dentro de uno o más niveles educativos, que procura dar respuesta a requerimientos específicos de formación y atender particularidades de carácter permanente o temporal, personales o contextuales, con el propósito de garantizar la igualdad en el derecho a la educación y cumplir con las exigencias legales, técnicas y pedagógicas de los diferentes niveles educativos.
De esta manera, la educación en contextos de encierro, tiene como propósito garantizar el derecho a la educación de todas las personas privadas de libertad, para promover su formación integral y desarrollo pleno; evitando que el pleno ejercicio de este derecho se vea restringido o sufra algún tipo de discriminación referida a la situación del encierro.
Asimismo, en el año 2011 la reforma de la Ley de Ejecución Penal N.º 24.660 introduce una modificación a los artículos que hacían referencia al derecho a la educación atendiéndose a los lineamientos de aquella Ley de Educación Nacional. Es por ello, que adhiere a varios preceptos entre los cuales remarca el rol principal del Estado nacional, las provincias y la Ciudad Autónoma de Buenos Aires respecto a provisión de una educación integral, permanente y de calidad para todas las personas privadas de su libertad en el ámbito de su jurisdicción, garantizando la igualdad en el ejercicio de este derecho, con la participación de las organizaciones no gubernamentales (ONGs) y de las familias.
En el supuesto que el acceso a ese derecho se encuentre cercenado, se establece la vía del Habeas Corpus correctivo e incluso colectivo. En ese sentido, la jurisprudencia también lo ha determinado en concreto al decir que es tarea de los jueces la observancia de los derechos de las personas privadas de la libertad conforme a los estándares mínimos fijados en la normativa aplicable y, en su caso, ordenar el cese de los actos u omisiones de la autoridad pública lesivas implicando un agravamiento ilegítimo de las condiciones de detención.

## Servicio educativo
Cada país y, dentro de su territorio, cada jurisdicción establecen los lineamientos políticos para llevar este servicio educativo a los establecimientos penitenciarios. Así, en Argentina respecto a la Ciudad de Autónoma de Buenos Aires, el Programa de Educación en Contextos de Encierro funciona en los Centros de Régimen Cerrado para menores Agote, Belgrano, San Martín; en el Complejo Penitenciario Federal de la Ciudad Autónoma de Buenos Aires (ex Unidad Penitenciaria N.º 2 Devoto); y los Centros de Rehabilitación Casa Flores, Casa Puerto, Casa Lucero, Hospital en Red (ex Ce.Na.Re.So.). En tanto, en la Provincia de Buenos Aires, el Servicio Penitenciario Bonaerense articula con la Dirección General de Escuelas (para la educación primaria, secundaria y formación profesional) y con las instituciones de educación terciaria y superior.

## Educación Superior en contexto de Encierro
Se pueden reconocer distintas experiencias de educación superior en cárceles en todo el mundo, tanto en el ámbito de la educación pública como privada privada.

### Argentina

#### UBA XXII

##### Historia
El UBA XXII surge de un convenio celebrado el 17 de diciembre de 1985 entre el Rector de la Universidad de Buenos Aires y el director Nacional del Servicio Penitenciario Federal (SPF), ratificado por Resolución N.º 63 del Consejo Superior Provisorio del año 1986. Entre los puntos más importantes del convenio, se hace mención al acceso irrestricto al derecho a la educación para su inicio o continuación en el ámbito superior universitario en el supuesto que reúna y mantenga los requisitos dentro del Complejo Penitenciario Federal de la Ciudad Autónoma de Buenos Aires Además de la creación de la Comisión UBA- SPF integrada por seis miembros entre los cuales debe haber tres correspondiente a la universidad presididos por el Rector y tres representantes penitenciarios presidido por el director.
A raíz del crecimiento exponencial de la matrícula, de la diversificación de carreras y servicios de extensión, se crea el Programa de Estudios de la Universidad de Buenos Aires en el Servicio Penitenciario Federal  - UBA XXII -  en el ámbito de la Secretaría de Asuntos Académicos de la Universidad (Res. CS N.º 4950/93) y se establecen la misión y funciones de la Dirección del Programa, cuyos miembros serán designados por el Rector de la Universidad de Buenos Aires.
Diecisiete año después de la creación del Programa de Estudios, en el 2010, se firma un Convenio Complementario (n.º 3483) el cual tuvo la finalidad de organizar los horarios de cursada en cada unidad penitencia, como el control en la garantía de asistencia de los estudiantes inscriptos y el driagrama de las actividades extracurriculares.
Finalmente, en 2013 se emitió un nuevo reglamento del Programa (Res. CS 7349/13) estableciendo la finalidad y organización del mismo, las actividades académicas proporcionadas y la dependencia institucional.

##### Funcionamiento
Si bien el inicio del Programa de Estudios se desarrolló en el Complejo Penitenciario Federal de la Ciudad Autónoma de Buenos Aires, en la actualidad el Programa UBA XXII ofrece actividad académica en el Complejo Penitenciario Federal I y el Complejo Penitenciario Federal IV, ambos de Ezeiza, dictando las materias del CBC y las carreras de derechos, psicología, contador público, sociología, letras y diversos talleres, en el caso de la Facultad de Exactas con referencia a computación.

#### UNLP

##### Historia
La Universidad Nacional de La Plata (UNLP,) por su parte, desarrolla acciones de educación en contexto de encierro en relación con establecimientos del Servicio Penitenciario Bonaerense. Esta experiencia data desde mediados de la década del ‘90, en el contexto de una serie de transformaciones que se dieron en ese momentos histórico, relacionadas con modificaciones a las normativas que regulan la ejecución de la pena privativa de la libertad, especialmente en lo referente lo educativo, donde comienza a instalarse en la agenda pública y política a la educación como derecho humano fundamental; luego se suma la demanda concreta de personas privadas de libertad para inscribirse en las carreras de la UNLP y experiencias de extensión universitaria e investigación de equipos de cátedra. A partir del año 2006 el tema cobra fuerza, fundamentalmente, tras la incorporación de un capítulo específico a la Ley de Educación Nacional. 

## En la actualidad cuenta con un programa denominado PAUC (Programa de Acompañamiento Universitario en Cárceles) que busca
"impulsar y coordinar las distintas actividades de la institución universitaria y sus Facultades en las cárceles de la región de La Plata. Además, buscamos implementar dispositivos propios para acompañar las trayectorias universitarias y de formación de los/as estudiantes privados/as de la libertad dentro de las cárceles y cuando recuperan la libertad, buscando promover su ingreso, permanencia y egreso en la Universidad Pública".

## Régimen de progresividad de la pena
Entre las novedades de la reforma del año 2011 de la Ley de Ejecución de la Pena Privativa de la Libertad, se encuentra el denominado "estímulo educativo" consagrado en el artículo 140 consistente en una reducción de los "plazos requeridos para el avance a través de las distintas faces y períodos de la progresividad del sistema penitenciario", hasta un máximo de veinte meses, para aquellas personas privadas de libertad que atraviesen satisfactoriamente total o parcialmente los niveles educativos primario, secundario, terciario, universitario, posgrado o de formación profesional. En ese sentido, esta pautado la reducción en un mes por ciclo lectivo anual; dos meses por curso de formación profesional anual o equivalente; dos meses por estudios primarios; tres meses por estudios secundarios; tres meses por estudios de nivel terciario; cuatro meses por estudios universitarios; dos meses por cursos de posgrado.

## Herramientas para evitar la reincidencia en menores
Un tema de gran importancia hoy en día es como tratar a los jóvenes cuando llevan a cabo un delito y por ende como juzgarlos y cómo afrontar estos casos, si son delincuentes nuevos o reincidentes y como imponer medidas adecuadas para cada caso ya que hay que tener más tacto que con los adultos.
Uno de los estudios más influyentes en esta área es el llevado a cabo por Thomas Grisso y su equipo, quienes han desarrollado y validado herramientas de evaluación ampliamente utilizadas para evaluar factores de riesgo de violencia y probabilidad de reincidencia en jóvenes.
Los autores plantean que en la evaluación del riesgo en jóvenes es fundamental considerar no solo los factores de riesgo presentes en adultos, sino también aspectos específicos de la juventud, como el desarrollo emocional, las influencias del entorno social, y la inmadurez de algunas áreas del cerebro responsables de la toma de decisiones y el autocontrol.
En particular, herramientas desarrolladas y validadas en este estudio, como el Youth Level of Service/Case Management Inventory (YLS/CMI) y el Structured Assessment of Violence Risk in Youth (SAVRY), se emplean en tribunales juveniles para evaluar factores de riesgo y protección de los jóvenes.
Estas herramientas ayudan a los jueces y a los equipos de servicios sociales a obtener una visión integral del perfil de riesgo del menor y su posible necesidad de intervención, lo que resulta crucial para decisiones en áreas como:
1. Sentencias Personalizadas: Los jueces pueden utilizar los resultados del YLS/CMI     y el SAVRY para decidir sobre sanciones que respondan a las necesidades     específicas del joven, considerando tanto los riesgos como los factores de protección identificados. Esto permite optar por medidas de menor encarcelamiento o enfocarse en intervenciones de desarrollo personal que reduzcan las posibilidades de reincidencia.
2. Evaluación de Riesgo para Libertad Condicional: En los casos en que se considera la     libertad condicional, estos instrumentos aportan información esencial sobre la probabilidad de reincidencia. Si un joven muestra altos niveles de riesgo, el sistema puede implementar un seguimiento más intenso y programas de supervisión o apoyo.
3. Planificación de     Rehabilitación: La evaluación del riesgo también informa la     planificación de programas de rehabilitación individualizados, permitiendo que los servicios de apoyo se orienten a reducir los factores de riesgo identificados y fortalecer los factores de protección. Esto incluye programas de habilidades sociales, control de impulsos, y redes de apoyo familiar.
4. Intervención Temprana y Prevención: Las herramientas también permiten a las autoridades     judiciales tomar medidas preventivas con jóvenes que presentan riesgos     elevados, interviniendo tempranamente para evitar que el comportamiento     problemático evolucione hacia una criminalidad crónica.

En resumen, el estudio de Grisso y Vincent (2005) y el uso de herramientas derivadas, como el YLS/CMI y el SAVRY, se han convertido en un pilar fundamental en el ámbito judicial juvenil. Proporcionan un marco estructurado y basado en evidencia para comprender los factores de riesgo de reincidencia y violencia en jóvenes, ayudando a los jueces y profesionales a tomar decisiones que favorezcan la reintegración social y la disminución de futuras conductas delictivas.
1. ↑  «Servicio Penitenciario Federal». Archivado desde el original el 12 de agosto de 2019. Consultado el 12 de agosto de 2019.
2. ↑  «GESEC - Grupo de Estudios sobre Educación en Cáreceles». Consultado el 12 de agosto de 2019.
3. ↑  Procuración Penitenciaria de la Nación. «DERECHO A LA EDUCACIÓN EN CÁRCELES FEDERALES». LA SITUACIÓN DE LOS DERECHOS HUMANOS EN LAS CÁRCELES FEDERALES DE LA ARGENTINA. INFORME ANUAL 2017 PROCURACIÓN PENITENCIARIA DE LA NACIÓN. Consultado el 17 de mayo de 2020.
4. ↑  Scarfo Francisco. «EL DERECHO A LA EDUCACIÓN EN LAS CÁRCELES: ABORDAJE SITUACIONAL. APORTES PARA LA REFLEXIÓN SOBRE LA EDUCACIÓN COMO DERECHO HUMANO EN CONTEXTOS DE LA CÁRCEL». REVISTA ELETRÔNICA DE EDUCAÇÃO. São Carlos (SP): Universidade Federal de São Carlos, Programa de Pós-Graduação em Educação. Consultado el 12 de agosto de 2019.
5. ↑  «Artículo 26, Declaración Universal de Derechos Humanos». Consultado el 17 de mayo de 2020.
6. ↑  UNESCO. «La integración: oportunidades de aprendizaje para todos a lo largo de toda la vida». Educación de calidad, equidad y desarrollo sostenible: una concepción holística inspirada en las cuatro conferencias mundiales sobre la educación que organiza la UNESCO en 2008-2009. Consultado el 17 de mayo de 2020.
7. ↑  «Reglas Mínimas de las Naciones Unidas para el Tratamiento de los Reclusos». Consultado el 18 de mayo de 2020.
8. ↑  «Corte Suprema de Justicia de la Nación "VERBITSKY, Horacio s/ habeas corpus" V. 856. XXXVIII 3/05/2005». Consultado el 19 de mayo de 2020.
9. ↑  «Reglas de las Naciones Unidas para la Protección de los Menores Privados de Libertad». Consultado el 18 de mayo de 2020.
10. ↑  «Reglas de las Naciones Unidas para el Tratamiento de las Reclusas y Medidas No Privativas de la Libertad para las Mujeres Delincuentes». Archivado desde el original el 14 de febrero de 2019. Consultado el 18 de mayo de 2020.
11. ↑  «Principios y Buenas Prácticas sobre la Protección de las Personas Privadas de Libertad en las Américas». Consultado el 19 de mayo de 2020.
12. ↑  «Corte Interamericana de Derechos Humanos "Caso Neira Alegría y otros Vs.Perú" Sentencia de 19 de enero de 1995». Consultado el 19 de mayo de 2020.
13. ↑  «Artículo 17, Ley de Educación Nacional Nº 26.206». Consultado el 17 de mayo de 2020.
14. ↑  «Educación en Contextos de Privación de Libertad». Consultado el 19 de mayo de 2020.
15. ↑  «Capítulo XII, Ley de Educación Nacional Nº 26.206». Consultado el 17 de mayo de 2020.
16. 1 2  «Ley de Ejecución de la Pena Privativa de la Libertad Nº 26.695». Consultado el 17 de mayo de 2020.
17. ↑  «Cámara Federal de Casación Penal “SANZ,Alejandro Miguel  s/recurso de casación" REGISTRO N°1456/19.4 17/07/2019». Consultado el 18 de mayo de 2020.
18. ↑  «Área de Educación de Adultos y Adolescentes. Educación en contextos de encierro. Gobierno de la Ciudad Autónoma de Buenos Aires». Consultado el 17 de mayo de 2020.
19. 1 2  «Resolución 63 CS - Universidad de Buenos Aires». Consultado el 1 de junio de 2020.
20. ↑  «Resolución CS Nº 4950/93 - Universidad de Buenos Aires». Consultado el 1 de junio de 2020.
21. ↑  «Resolución CS 7349/13 - Universidad de Buenos Aires». Consultado el 1 de junio de 2020.
22. ↑  Facultad de Ciencias Exactas y Naturales de la Universidad de Buenos Aires. «UBA XXII cumplió 30 años». Consultado el 1 de junio de 2020.
23. ↑  Zapata, Natalia Rosana. El derecho a la universidad en la cárcel. Universidad Nacional de La Plata. Consultado el 1 de febrero de 2024.
24. ↑  Zapata, Natalia (2019). «Prácticas y sentidos sobre el derecho a la educación superior en ámbitos de privación de la libertad. El caso de la UNLP». Acta Académica. Consultado el 24 de junio de 2020.
25. ↑  «PAUC-UNLP».
26. ↑  «PAUC».
27. 1 2  «Ley de Ejecución de la Pena Privativa de la Libertad Nº 26.695». Consultado el 17 de mayo de 2020.
28. ↑  Redding, Richard E.; Goldstein, Naomi E. Sevin; Heilbrun, Kirk (2005-04). Juvenile Delinquency. Oxford University Press. pp. 3-18. Consultado el 6 de noviembre de 2024.